# Ophiomyia melandricaulis
Ophiomyia melandricaulis este o specie de muște din genul Ophiomyia, familia Agromyzidae, descrisă de Erich Martin Hering în anul 1943.
Este endemică în Franța. Conform Catalogue of Life specia Ophiomyia melandricaulis nu are subspecii cunoscute.